# Sousville
Sousville – miejscowość i gmina we Francji, w regionie Owernia-Rodan-Alpy, w departamencie Isère.
Według danych na rok 1990 gminę zamieszkiwało 98 osób, a gęstość zaludnienia wynosiła 33 osób/km² (wśród 2880 gmin regionu Rodan-Alpy Sousville plasuje się na 1523. miejscu pod względem liczby ludności, natomiast pod względem powierzchni na miejscu 1650.).